# F1 23
F1 23 é um jogo eletrônico de corrida desenvolvido pela Codemasters e publicado pela EA Sports. É o décimo sexto título da série F1 da Codemasters e o terceiro da série da EA Sports, que retornou em 2021 após dezoito anos de ausência, graças a aquisição da Codemasters por parte da Electronic Arts no final de 2020.
O jogo foi lançado em 16 de junho de 2023 para PlayStation 4, PlayStation 5, Xbox One, Xbox Series X/S e Microsoft Windows. Seu anúncio correu em 3 de maio do mesmo ano, através do canal oficial da EA Sports no YouTube. Dentre as principais novidades, está o retorno dos eventos de bandeira vermelha durante as corridas, ausentes desde o F1 2014; o Circuito de Lusail, inédito na franquia; além do retorno de Braking Point, o modo "história" introduzido pela primeira vez no F1 2021.

## Mudanças na jogabilidade
Seu antecessor, F1 22, recebeu críticas do público e de parte da mídia especializada na parte de jogabilidade, que alegavam ter uma gameplay difícil demais e imprevisível. Para o F1 23, a EA disse ter revisado as características de manuseio dos carros, para oferecer características mais "previsíveis" e deixar o handling do jogo mais próximo da realidade. Na prática, os usuários que jogam no controle vão ter mais facilidade em manusear os carros.

## Recepção
O jogo recebeu críticas positivas por parte da mídia, recebendo uma nota de 82/100 no site Metacritic. No entanto, a nota média dos usuários foi menor, ficando em 6.1